# دهه ۱۲۹۰ (پیش از میلاد)
دهه ۱۲۹۰ (پیش از میلاد) صد و بیست و نهمین دهه قبل از مبدا شروع تقویم میلادی است.